# Miguel Oliveira (cầu thủ bóng đá, sinh 1983)
Pedro Miguel dos Santos Oliveira (sinh ngày 18 tháng 8 năm 1983 ở Braga) là một cầu thủ bóng đá người Bồ Đào Nha thi đấu cho F.C. Vizela ở vị trí trung vệ.